# Sebastià Torroja i Tarrats
Sebastià Torroja i Tarrats (Reus, 1853 - 1937) va ser un advocat i periodista català. Un germà seu, Josep Torroja i Tarrats, va ser un conegut impressor reusenc.
Fill de família benestant, va estudiar Dret a Barcelona, però no va exercir mai. Col·laborà a l'Eco del Centro de Lectura a partir de 1877 i sempre en català, i a la Revista del Centre de Lectura els anys 1883, 1884 i 1885. Aquests anys escrivia també al Diario de Reus. El 1884 va redactar, junt amb Eduard Toda, el manifest fundacional de l'Associació Catalanista de Reus, i col·laborà activament en el seu portaveu, La Veu del Camp i també a Lo Somatent. Treballà a l'Institut Pere Mata durant trenta anys en tasques administratives, i va fer de professor. Referent de les joves generacions, el llibreter Salvador Torrell i Eulàlia, i un grup d'amics i deixebles li van recollir textos no publicats i alguns de publicats a la premsa, i en van editar un llibre, Collita migrada: vers i prosa, aparegut a Reus el 1937 en plena guerra civil. Morí aquell mateix any.